# Groupe de NGC 5061
Le groupe de NGC 5061 comprend au moins 11 galaxies, dont 10 brillent dans le domaine des rayons X. Ces galaxies sont situées dans la constellation de l'Hydre. La distance moyenne entre ce groupe et la Voie lactée est d'environ 29,7 Mpc (∼96,9 millions d'al). 

## Membres
Le tableau ci-dessous liste les 10 galaxies mentionnées selon l'ordre indiqué dans un article de Sengupta et Balasubramanyam paru en 2006. 
Ce même groupe est aussi mentionné dans un article publié par A.M. Garcia en 1993 et il comprend aussi 10 galaxies, mais ESO 508-59 ne fait pas partie de la lise et la galaxie NGC 5085 y apparait. Cette dernière ne brille pas dans le domaine des rayons X. En ajoutant cette galaxie (dernière ligne du tableau) à la liste de Sengupta et Balasubramanyam, on obtient un groupe de 11 galaxies.
| Nom        | Classification | Type                               | α (J2000.0)   | δ (J2000.0)  | Vitesse radiale (km/s) | Magnitude apparente | Distance (Mpc) | Dimension (kal) |
| ---------- | -------------- | ---------------------------------- | ------------- | ------------ | ---------------------- | ------------------- | -------------- | --------------- |
| NGC 5061   | E0             | Elliptique                         | 13h 18m 05.1s | -26° 50′ 14″ | 2082 ± 19              | 10,4                | 29,1 ± 2,3     | 178             |
| NGC 5078   | SA(s)a?        | Spirale                            | 13h 19m 50.0s | -27° 24′ 37″ | 2168 ± 6               | 11,0                | 30,3 ± 2,2     | 1649            |
| ESO 508-39 | SB(s)m         | Spirale barrée magellanique        | 13h 18m 24.1s | -27° 25′ 58″ | 2075 ± 0               | 15,98               | 29,0 ± 2,0     | 36              |
| IC 879     | Sbc            | Spirale                            | 13h 23m 13.4s | -26° 18′ 01″ | 2260 ± 6               | 13,2                | 31,6 ± 2,2     | 51              |
| IC 874     | SB0^0(rs)      | Lenticulaire                       | 13h 19m 00.5s | -27° 37′ 43″ | 2323 ± 10              | 12,7                | 32,4 ± 2,4     | 37              |
| NGC 5101   | (R)SB0/a(rs    | Lenticulaire                       | 13h 21m 46.2s | -27° 25′ 50″ | 1868 ± 3               | 10,7                | 31,9 ± 2,3     | 150             |
| ESO 508-51 | SAB(s)dm       | Spirale intermédiaire magellanique | 13h 20m 29.7s | -26° 05′ 05″ | 2133 ± 5               | 14,80               | 29,0 ± 2,0     | 40              |
| IC 4231    | Sbc            | Spirale                            | 13h 23m 13.4s | -28° 18′ 01″ | 2260 ± 6               | 13,3                | 31,6 ± 2,2     | 51              |
| ESO 508-59 | S?             | Spirale                            | 13h 21m 54.4s | -25° 29′ 35″ | 2204 ± 27              | 15,07               | 30,8 ± 2,5     | 35              |
| ESO 508-34 | SAB(s)dm       | Spirale intermédiaire magellanique | 13h 16m 57.3s | -25° 20′ 14″ | 1909 ± 3               | 14,73               | 26,7 ± 1,9     | 30              |
| NGC 5085   | SA(s)c         | Spirale                            | 13h 20m 17.7s | -24° 26′ 25″ | 1956 ± 3               | 11,7                | 27,3 ± 1,9     | 91              |

Le site DeepskyLog permet de trouver aisément les constellations des galaxies mentionnées dans ce tableau ou si elles ne s'y trouvent pas, l'outil du site constellation permet de le faire à l'aide des coordonnées de la galaxie. Sauf indication contraire, les données proviennent du site NASA/IPAC. 